# Estatura

Estatura media de los hombres por país en 2014.

Estatura media de las mujeres por país en 2014.

La estatura, talla o altura es la distancia medida habitualmente desde el talón de los pies hasta la parte superior de la cabeza del ser humano. Esto se calcula en centímetros o metros (pies y pulgadas, en el sistema anglosajón) estando la persona erguida, preferentemente descalza. La estatura de cada persona adulta varía de acuerdo con la genética y la nutrición, aunque también se debe a factores medioambientales del individuo antes de la adultez.
La especie humana posee un notorio dimorfismo sexual en el nivel anatómico, pues en promedio los hombres adultos son más altos y más pesados que las mujeres, aunque se ha notado una «tendencia secular» al aumento de las tallas en ambos sexos (especialmente durante el siglo XX).[cita requerida]
El ser humano adulto contemporáneo promedio mide de media entre 1,53 m (5′ 0″) a 1,70 m (5' 7") (mujeres), y entre 1,59 m (5′ 3″) a 1,83 m (6′ 0″) (hombres). Generalmente, los adultos con mayor altura del mundo se registran en Europa (ocupando los 13 primeros puestos), destacando los países del norte de Europa, encabezados por Países Bajos, con un promedio mayor de 1,83 m (6′ 0″) en el hombre, y de 1,71 m (5′ 7″) en la mujer. Mientras que los adultos de menor altura del mundo se sitúan casi todos en Asia, en el caso de los hombres el menor promedio es de 1,59 m (5′ 3″) en Timor Oriental, y en el de las mujeres 1,53 m (5′ 0″) en Guatemala.

## Promedio y variación

Estatura media en mujeres por edad (Estados Unidos)

Estatura media en hombres por edad (Estados Unidos)

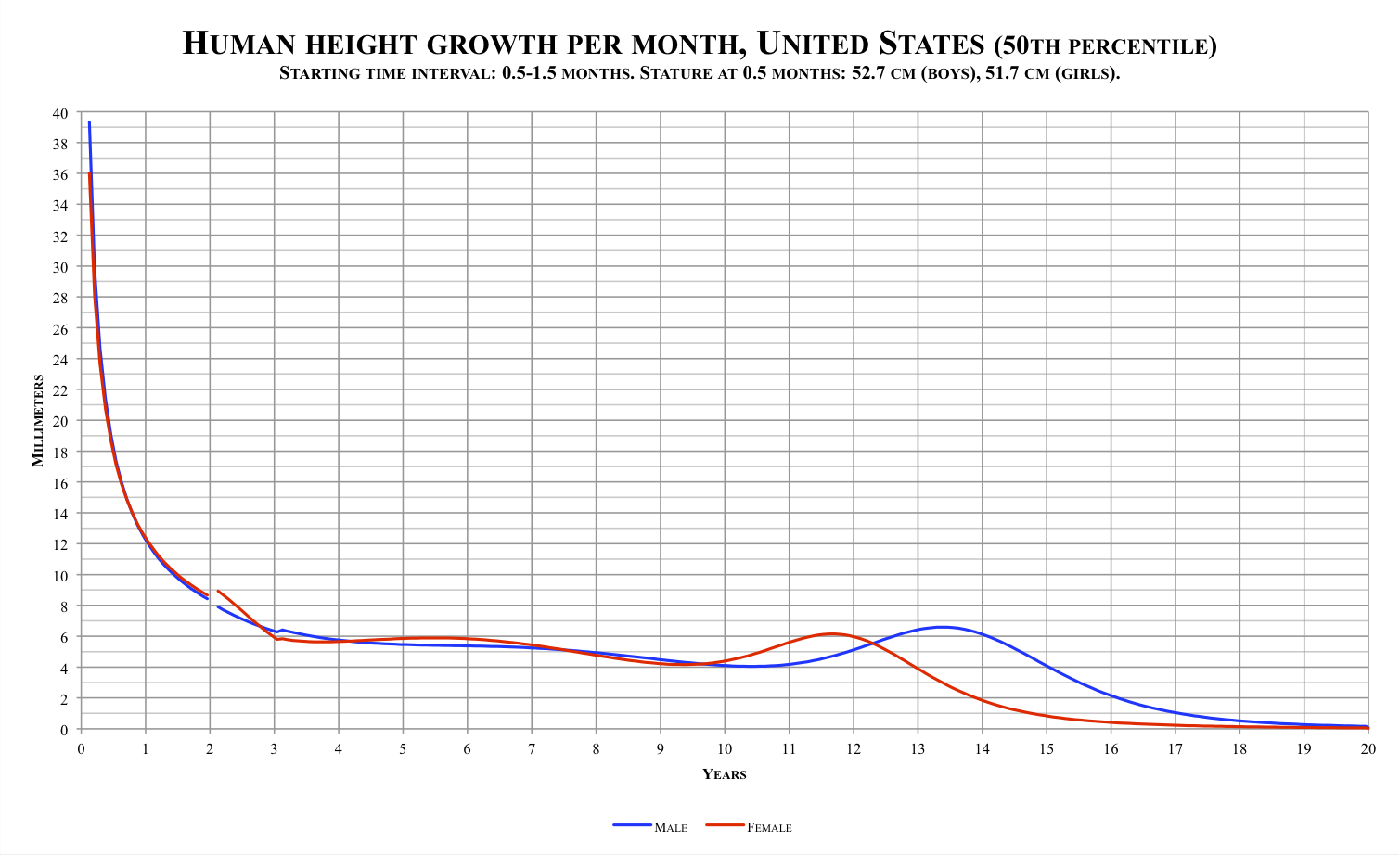
Crecimiento de estatura en milímetros (mm) por edad (Estados Unidos)

La estatura sigue una distribución que se modela por una campana de Gauss. Según criterios estadísticos se considera que un individuo es de estatura normal si se encuentra en un rango de ±2 desviaciones estándar (DE) respecto del promedio, de estatura alta si supera el promedio en más de 2 DE y de estatura baja si es inferior al promedio por más de 2 DE. Debido a esta definición, siempre habrá en torno a un 3 % de la población de talla baja y otro 3 % de talla alta. Cuando la estatura del individuo está más allá de 3 DE por encima o por debajo del promedio, se habla respectivamente de gigantismo y enanismo, que son condiciones médicas debido a genes específicos o de anormalidades endocrinas.
La estatura media, estándar o promedio de la población en determinada región y/o raza, depende del sexo además de la edad en el caso de los individuos en edad de crecimiento. Cuando las poblaciones comparten antecedentes genéticos y factores ambientales, se puede determinar la estatura media del grupo poblacional examinado. Actualmente los habitantes de Europa y América del Norte son los más altos del mundo (considerados en su mayoría países de primer mundo), seguidos de los latinoamericanos, africanos y asiáticos.
La altura promedio para cada sexo dentro de una población es significativamente diferente, con los hombres adultos teniendo un promedio más alto que las mujeres adultas. Se calcula que el hombre es, en promedio, de 12 a 14 cm más alto que la mujer. La mayor diferencia media se da en Puerto Rico con 16,4 cm, y la menor diferencia en Mauritania con 5,4 cm. Esta diferencia puede atribuirse a diferencias de sexo cromosómico, XY (varón) en contraposición a XX (mujer). Las mujeres generalmente alcanzan su mayor estatura a una edad más temprana que los hombres: alrededor de los 13-17 años, mientras que los varones la alcanzan alrededor de los 17-21 años. El crecimiento se detiene cuando los huesos largos dejan de prolongarse, lo que ocurre con el cierre de las placas epifisarias.
La estatura de los padres y en menor medida abuelos, generalmente determinan la estatura aproximada del hijo. Si ambos padres poseen una estatura promedio, probablemente el hijo tendrá una estatura promedio también, a menos que uno de ellos sea más alto o más bajo del promedio, en este caso probablemente el hijo tendría una estatura levemente superior o inferior al promedio.
Diversos factores como el tipo de alimentación, las enfermedades o problemas de salud como la obesidad, la intensidad o frecuencia de ejercicios físicos, exposición a la contaminación ambiental u otros contaminantes, el clima y hasta el estado emocional del individuo puede afectar en su crecimiento antes de la edad adulta. Se cree que la estatura está fuertemente influenciada por la nutrición materna durante el embarazo, y la nutrición del niño durante la infancia, aunque los grandes «estirones» de estatura se dan durante la infancia y la pubertad.
En las regiones de pobreza extrema o de prolongada guerra, los factores ambientales así como la desnutrición durante la infancia y la adolescencia pueden resultar en marcadas reducciones en la estatura ya como adultos, incluso sin la presencia de cualquier condición médica o enfermedad. También las malas costumbres de la actualidad, como el sedentarismo o la obesidad, pueden afectar la estatura final del niño en su adultez.
Normalmente en la tercera edad, las personas ancianas sufren una leve reducción en su estatura, que en algunos individuos puede comenzar ya en la mediana edad. Esta disminución en la estatura se debe a factores tales como la disminución de la altura de los discos intervertebrales debido a la desecación, la atrofia de los tejidos blandos, enfermedades como la osteoporosis y los cambios de postura secundarios a la enfermedad degenerativa.

## La estatura en el tiempo

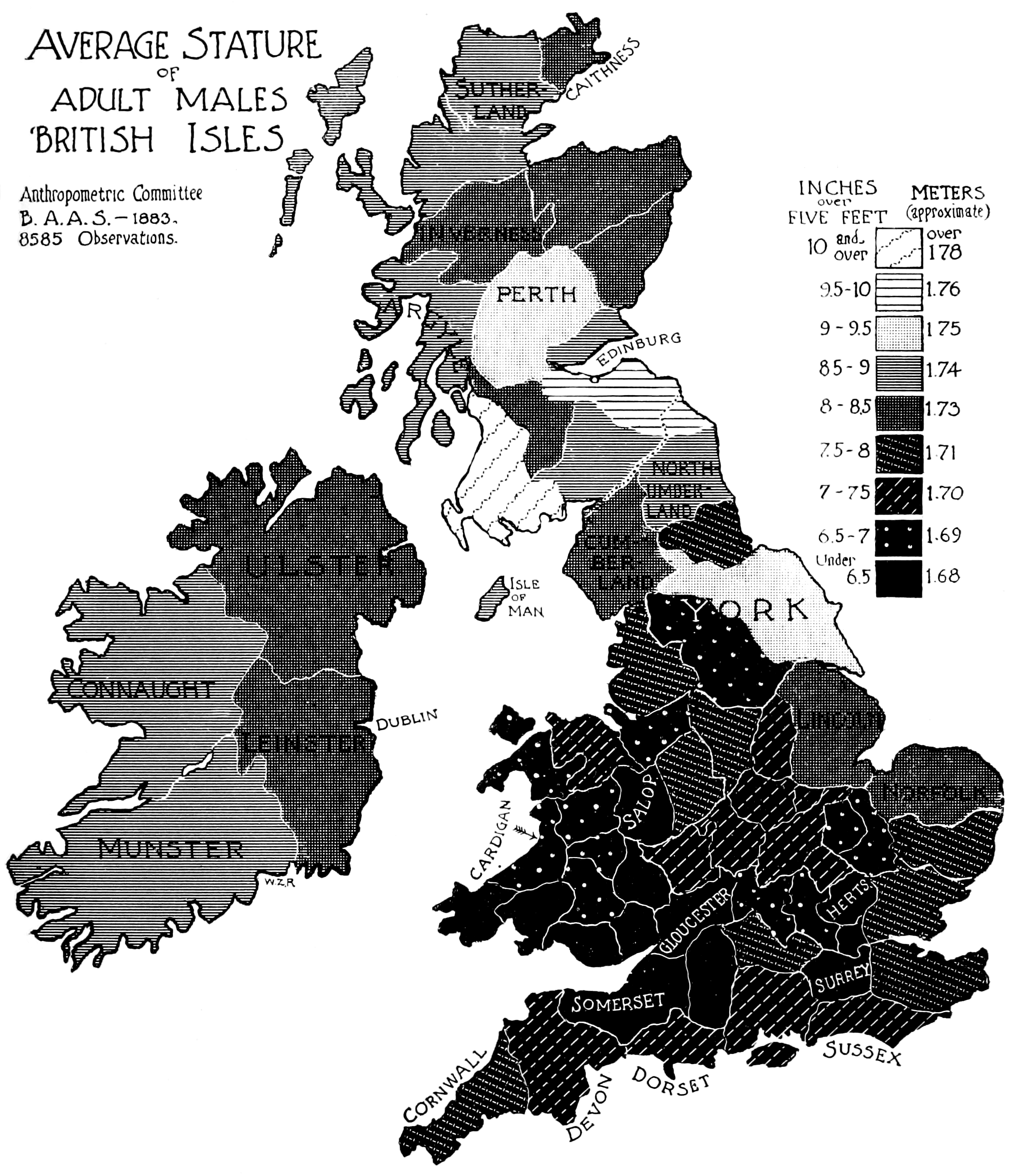
Estatura promedio en Gran Bretaña a finales del siglo XIX.

A lo largo del tiempo, en especial antes del siglo XIX, la estatura promedio era muy variable, en ocasiones aumentaba y al poco tiempo después se reducía, debido a los constantes problemas sociales y económicos de la época (hambruna, mala alimentación, mala atención médica, guerras, enfermedades, emigraciones, etc.). Según estudios a través de esqueletos antiguos, no mostraron diferencias significativas en la estatura desde la Edad de Piedra hasta principios del año 1800. Pero en los últimos siglos, el promedio de la estatura fue aumentando considerablemente debido a la mejor calidad de vida, entre otras cosas.
Entre los siglos XVIII y XIX, las personas de ascendencia europea que vivían en América del Norte eran mucho más altas que las que vivían en Europa y eran las más altas del mundo. La población indígena americana originaria de las llanuras también se encontraba entre las poblaciones más altas del mundo en aquel momento.
Hace unos 110 años (1914), la estatura promedio de los adultos varones rondaba entre 1,60 a 1,70 metros, mientras que la de las mujeres rondaba alrededor de 1,50 metros. Hoy día, los adultos humanos miden unos 10 centímetros más en promedio que sus antecesores de hace 100 años.
En muchos países a lo largo del siglo XX, aumentó la estatura media debido a una mejor alimentación, atención médica y, por ende, mejor calidad de vida. Por ejemplo, en los Países Bajos los varones en tiempos de Van Gogh (finales del siglo XIX) medían un promedio de 1,68 m, mientras que según estudios para comienzos de este siglo XXI, medían en promedio 1,83 m (15 cm más). Sin embargo, algunos países se «estancaron», como es el caso de Estados Unidos, donde a finales del siglo XIX los varones eran de los más altos del mundo, con 1,71 m. Hoy día, los estadounidenses miden en promedio 1,77 m (solamente 6 cm más), menos que otros países desarrollados de Europa, lo cual se cree que es debido principalmente a la mala alimentación y el sedentarismo (muy común en los últimos años). Algunos países africanos como Uganda inclusive llegaron a reducir la estatura media de sus habitantes, debido a la extrema pobreza, colapso de servicios, aumento de población, escasez, etc.

## Estatura y salud
Aunque se cree que la alta estatura es un indicador de buena salud, en un modo general, la alta estatura no puede ser atribuida como mayor longevidad y mejor salud, ya que difiere de diversos factores, generalmente según el entorno.[cita requerida]
En el extremo, ser excesivamente alto puede causar diversos problemas médicos, como problemas cardiovasculares, debido a la mayor carga en el corazón para irrigar al cuerpo, la mala postura y el aumento de riesgo de cáncer. Por otra parte, ser excesivamente bajo repercute en la baja autoestima,[cita requerida] y en la incapacidad de realizar actividades destinadas a personas de estatura normal, entre otros problemas. Las mujeres de menos de 1.5 m pueden tener una pelvis pequeña, lo que puede provocar complicaciones durante el parto.

## Estatura y deporte
La estatura puede ser, en algunos casos, un requisito físico para poder acceder a determinados deportes. En la gimnasia, es necesario tener una estatura más baja, pues se requiere mayor movilidad y musculatura, especialmente en las barras. Por otro lado, en el baloncesto, los jugadores suelen tener una estatura superior a la media de la población general para poder alcanzar con mayor facilidad el aro.

## Estatura promedio en varios países
Las siguientes tablas incluyen la estatura promedio de los adultos de diecinueve años de edad por país o territorio. Los datos provienen de un estudio realizado en el 2019 por el Imperial College London.
|          | País o territorio               | Altura media en centímetros y en pies y pulgadas (ciudadanos de 19 años nacidos en el 2000) | Altura media en centímetros y en pies y pulgadas (ciudadanos de 19 años nacidos en el 2000) | Altura media en centímetros y en pies y pulgadas (ciudadanos de 19 años nacidos en el 2000) |
| Promedio | País o territorio               | Hombres                                                                                     | Mujeres                                                                                     |                                                                                             |
| -------- | ------------------------------- | ------------------------------------------------------------------------------------------- | ------------------------------------------------------------------------------------------- | ------------------------------------------------------------------------------------------- |
| 1        | Países Bajos                    | 177,1 cm (5′ 10″)                                                                           | 183,8 cm (6′ 0″)                                                                            | 170,4 cm (5′ 7″)                                                                            |
| 2        | Montenegro                      | 176,7 cm (5′ 10″)                                                                           | 183,3 cm (6′ 0″)                                                                            | 170,0 cm (5′ 7″)                                                                            |
| 3        | Estonia                         | 175,8 cm (5′ 9″)                                                                            | 182,8 cm (6′ 0″)                                                                            | 168,7 cm (5′ 6″)                                                                            |
| 4        | Dinamarca                       | 175,7 cm (5′ 9″)                                                                            | 181,9 cm (6′ 0″)                                                                            | 169,5 cm (5′ 7″)                                                                            |
| 5        | Islandia                        | 175,5 cm (5′ 9″)                                                                            | 182,1 cm (6′ 0″)                                                                            | 168,9 cm (5′ 6″)                                                                            |
| 6        | Letonia                         | 175,0 cm (5′ 9″)                                                                            | 181,2 cm (5′ 11″)                                                                           | 168,8 cm (5′ 6″)                                                                            |
| 6        | Bosnia y Herzegovina            | 175,0 cm (5′ 9″)                                                                            | 182,5 cm (6′ 0″)                                                                            | 167,5 cm (5′ 6″)                                                                            |
| 8        | República Checa                 | 174,6 cm (5′ 9″)                                                                            | 181,2 cm (5′ 11″)                                                                           | 168,0 cm (5′ 6″)                                                                            |
| 9        | Serbia                          | 174,5 cm (5′ 9″)                                                                            | 180,7 cm (5′ 11″)                                                                           | 168,3 cm (5′ 6″)                                                                            |
| 10       | Lituania                        | 174,2 cm (5′ 9″)                                                                            | 180,7 cm (5′ 11″)                                                                           | 167,6 cm (5′ 6″)                                                                            |
| 11       | Eslovenia                       | 174,1 cm (5′ 9″)                                                                            | 181,0 cm (5′ 11″)                                                                           | 167,2 cm (5′ 6″)                                                                            |
| 11       | Eslovaquia                      | 174,1 cm (5′ 9″)                                                                            | 181,0 cm (5′ 11″)                                                                           | 167,1 cm (5′ 6″)                                                                            |
| 13       | Croacia                         | 173,8 cm (5′ 8″)                                                                            | 180,8 cm (5′ 11″)                                                                           | 166,8 cm (5′ 6″)                                                                            |
| 13       | Ucrania                         | 173,8 cm (5′ 8″)                                                                            | 181,0 cm (5′ 11″)                                                                           | 166,6 cm (5′ 6″)                                                                            |
| 15       | Suecia                          | 173,6 cm (5′ 8″)                                                                            | 180,5 cm (5′ 11″)                                                                           | 166,7 cm (5′ 6″)                                                                            |
| 15       | Finlandia                       | 173,6 cm (5′ 8″)                                                                            | 180,6 cm (5′ 11″)                                                                           | 166,5 cm (5′ 6″)                                                                            |
| 15       | Dominica                        | 173,6 cm (5′ 8″)                                                                            | 180,2 cm (5′ 11″)                                                                           | 166,9 cm (5′ 6″)                                                                            |
| 18       | Noruega                         | 173,5 cm (5′ 8″)                                                                            | 180,5 cm (5′ 11″)                                                                           | 166,4 cm (5′ 6″)                                                                            |
| 19       | Alemania                        | 173,3 cm (5′ 8″)                                                                            | 180,3 cm (5′ 11″)                                                                           | 166,2 cm (5′ 5″)                                                                            |
| 19       | Polonia                         | 173,3 cm (5′ 8″)                                                                            | 180,7 cm (5′ 11″)                                                                           | 165,8 cm (5′ 5″)                                                                            |
| 21       | Bermudas                        | 172,9 cm (5′ 8″)                                                                            | 179,7 cm (5′ 11″)                                                                           | 166,1 cm (5′ 5″)                                                                            |
| 22       | Bielorrusia                     | 172,8 cm (5′ 8″)                                                                            | 178,7 cm (5′ 10″)                                                                           | 166,9 cm (5′ 6″)                                                                            |
| 22       | Islas Cook                      | 172,8 cm (5′ 8″)                                                                            | 178,3 cm (5′ 10″)                                                                           | 167,3 cm (5′ 6″)                                                                            |
| 24       | Austria                         | 172,7 cm (5′ 8″)                                                                            | 178,5 cm (5′ 10″)                                                                           | 166,9 cm (5′ 6″)                                                                            |
| 25       | Grecia                          | 172,6 cm (5′ 8″)                                                                            | 179,3 cm (5′ 11″)                                                                           | 165,8 cm (5′ 5″)                                                                            |
| 26       | Polinesia Francesa              | 172,4 cm (5′ 8″)                                                                            | 178,3 cm (5′ 10″)                                                                           | 166,5 cm (5′ 6″)                                                                            |
| 26       | Samoa Americana                 | 172,4 cm (5′ 8″)                                                                            | 177,1 cm (5′ 10″)                                                                           | 167,6 cm (5′ 6″)                                                                            |
| 26       | Granada                         | 172,4 cm (5′ 8″)                                                                            | 178,7 cm (5′ 10″)                                                                           | 166,0 cm (5′ 5″)                                                                            |
| 29       | Antigua y Barbuda               | 172,3 cm (5′ 8″)                                                                            | 178,8 cm (5′ 10″)                                                                           | 165,7 cm (5′ 5″)                                                                            |
| 30       | Niue                            | 172,1 cm (5′ 8″)                                                                            | 177,2 cm (5′ 10″)                                                                           | 167,0 cm (5′ 6″)                                                                            |
| 31       | Luxemburgo                      | 171,8 cm (5′ 8″)                                                                            | 178,5 cm (5′ 10″)                                                                           | 165,1 cm (5′ 5″)                                                                            |
| 31       | Australia                       | 171,8 cm (5′ 8″)                                                                            | 178,8 cm (5′ 10″)                                                                           | 164,7 cm (5′ 5″)                                                                            |
| 31       | Irlanda                         | 171,8 cm (5′ 8″)                                                                            | 179,0 cm (5′ 10″)                                                                           | 164,5 cm (5′ 5″)                                                                            |
| 34       | Canadá                          | 171,7 cm (5′ 8″)                                                                            | 178,7 cm (5′ 10″)                                                                           | 164,7 cm (5′ 5″)                                                                            |
| 35       | Francia                         | 171,6 cm (5′ 8″)                                                                            | 178,6 cm (5′ 10″)                                                                           | 164,5 cm (5′ 5″)                                                                            |
| 36       | Suiza                           | 171,5 cm (5′ 8″)                                                                            | 178,7 cm (5′ 10″)                                                                           | 164,3 cm (5′ 5″)                                                                            |
| 37       | San Vicente y las Granadinas    | 171,4 cm (5′ 7″)                                                                            | 177,5 cm (5′ 10″)                                                                           | 165,3 cm (5′ 5″)                                                                            |
| 37       | Barbados                        | 171,4 cm (5′ 7″)                                                                            | 177,0 cm (5′ 10″)                                                                           | 165,7 cm (5′ 5″)                                                                            |
| 37       | Líbano                          | 171,4 cm (5′ 7″)                                                                            | 179,0 cm (5′ 10″)                                                                           | 163,7 cm (5′ 4″)                                                                            |
| 40       | Puerto Rico                     | 171,3 cm (5′ 7″)                                                                            | 179,5 cm (5′ 11″)                                                                           | 163,1 cm (5′ 4″)                                                                            |
| 40       | Bélgica                         | 171,3 cm (5′ 7″)                                                                            | 179,1 cm (5′ 11″)                                                                           | 163,4 cm (5′ 4″)                                                                            |
| 40       | Rumania                         | 171,3 cm (5′ 7″)                                                                            | 177,8 cm (5′ 10″)                                                                           | 164,7 cm (5′ 5″)                                                                            |
| 43       | Nueva Zelanda                   | 171,2 cm (5′ 7″)                                                                            | 177,7 cm (5′ 10″)                                                                           | 164,7 cm (5′ 5″)                                                                            |
| 44       | Reino Unido                     | 171,1 cm (5′ 7″)                                                                            | 178,2 cm (5′ 10″)                                                                           | 163,9 cm (5′ 5″)                                                                            |
| 45       | Santa Lucía                     | 171,0 cm (5′ 7″)                                                                            | 176,4 cm (5′ 9″)                                                                            | 165,5 cm (5′ 5″)                                                                            |
| 46       | Jamaica                         | 170,7 cm (5′ 7″)                                                                            | 177,0 cm (5′ 10″)                                                                           | 164,3 cm (5′ 5″)                                                                            |
| 47       | Tonga                           | 170,6 cm (5′ 7″)                                                                            | 175,1 cm (5′ 9″)                                                                            | 166,1 cm (5′ 5″)                                                                            |
| 47       | Rusia                           | 170,6 cm (5′ 7″)                                                                            | 176,6 cm (5′ 10″)                                                                           | 164,5 cm (5′ 5″)                                                                            |
| 49       | Estados Unidos                  | 170,1 cm (5′ 7″)                                                                            | 176,9 cm (5′ 10″)                                                                           | 163,3 cm (5′ 4″)                                                                            |
| 49       | Senegal                         | 170,1 cm (5′ 7″)                                                                            | 176,2 cm (5′ 9″)                                                                            | 163,9 cm (5′ 5″)                                                                            |
| 51       | Cabo Verde                      | 169,7 cm (5′ 7″)                                                                            | 176,3 cm (5′ 9″)                                                                            | 163,1 cm (5′ 4″)                                                                            |
| 51       | Trinidad y Tobago               | 169,7 cm (5′ 7″)                                                                            | 176,0 cm (5′ 9″)                                                                            | 163,4 cm (5′ 4″)                                                                            |
| 53       | Georgia                         | 169,6 cm (5′ 7″)                                                                            | 176,0 cm (5′ 9″)                                                                            | 163,2 cm (5′ 4″)                                                                            |
| 53       | China                           | 169,6 cm (5′ 7″)                                                                            | 175,7 cm (5′ 9″)                                                                            | 163,5 cm (5′ 4″)                                                                            |
| 53       | Hungría                         | 169,6 cm (5′ 7″)                                                                            | 176,6 cm (5′ 10″)                                                                           | 162,5 cm (5′ 4″)                                                                            |
| 56       | Libia                           | 169,5 cm (5′ 7″)                                                                            | 176,4 cm (5′ 9″)                                                                            | 162,6 cm (5′ 4″)                                                                            |
| 57       | Bulgaria                        | 169,4 cm (5′ 7″)                                                                            | 174,2 cm (5′ 9″)                                                                            | 164,6 cm (5′ 5″)                                                                            |
| 57       | Corea del Sur                   | 169,4 cm (5′ 7″)                                                                            | 175,5 cm (5′ 9″)                                                                            | 163,2 cm (5′ 4″)                                                                            |
| 59       | Moldavia                        | 169,3 cm (5′ 7″)                                                                            | 175,6 cm (5′ 9″)                                                                            | 163,0 cm (5′ 4″)                                                                            |
| 59       | Túnez                           | 169,3 cm (5′ 7″)                                                                            | 176,9 cm (5′ 10″)                                                                           | 161,7 cm (5′ 4″)                                                                            |
| 61       | Seychelles                      | 169,2 cm (5′ 7″)                                                                            | 175,9 cm (5′ 9″)                                                                            | 162,5 cm (5′ 4″)                                                                            |
| 61       | Fiyi                            | 169,2 cm (5′ 7″)                                                                            | 174,0 cm (5′ 9″)                                                                            | 164,3 cm (5′ 5″)                                                                            |
| 63       | Israel                          | 169,1 cm (5′ 7″)                                                                            | 176,0 cm (5′ 9″)                                                                            | 162,2 cm (5′ 4″)                                                                            |
| 63       | Samoa                           | 169,1 cm (5′ 7″)                                                                            | 174,4 cm (5′ 9″)                                                                            | 163,8 cm (5′ 4″)                                                                            |
| 63       | Turquía                         | 169,1 cm (5′ 7″)                                                                            | 176,4 cm (5′ 9″)                                                                            | 161,8 cm (5′ 4″)                                                                            |
| 63       | España                          | 169,1 cm (5′ 7″)                                                                            | 176,1 cm (5′ 9″)                                                                            | 162,0 cm (5′ 4″)                                                                            |
| 63       | Brasil                          | 169,1 cm (5′ 7″)                                                                            | 175,7 cm (5′ 9″)                                                                            | 162,4 cm (5′ 4″)                                                                            |
| 68       | Bahamas                         | 169,0 cm (5′ 7″)                                                                            | 174,4 cm (5′ 9″)                                                                            | 163,5 cm (5′ 4″)                                                                            |
| 69       | Marruecos                       | 168,8 cm (5′ 6″)                                                                            | 176,4 cm (5′ 9″)                                                                            | 161,2 cm (5′ 3″)                                                                            |
| 70       | Malta                           | 168,7 cm (5′ 6″)                                                                            | 174,4 cm (5′ 9″)                                                                            | 163,0 cm (5′ 4″)                                                                            |
| 70       | Macedonia del Norte             | 168,7 cm (5′ 6″)                                                                            | 176,4 cm (5′ 9″)                                                                            | 160,9 cm (5′ 3″)                                                                            |
| 70       | Argelia                         | 168,7 cm (5′ 6″)                                                                            | 175,0 cm (5′ 9″)                                                                            | 162,3 cm (5′ 4″)                                                                            |
| 73       | Turkmenistán                    | 168,6 cm (5′ 6″)                                                                            | 174,4 cm (5′ 9″)                                                                            | 162,8 cm (5′ 4″)                                                                            |
| 73       | Kazajistán                      | 168,6 cm (5′ 6″)                                                                            | 175,5 cm (5′ 9″)                                                                            | 161,7 cm (5′ 4″)                                                                            |
| 75       | Mali                            | 168,5 cm (5′ 6″)                                                                            | 175,0 cm (5′ 9″)                                                                            | 162,0 cm (5′ 4″)                                                                            |
| 76       | Surinam                         | 168,4 cm (5′ 6″)                                                                            | 174,5 cm (5′ 9″)                                                                            | 162,3 cm (5′ 4″)                                                                            |
| 76       | Irán                            | 168,4 cm (5′ 6″)                                                                            | 175,6 cm (5′ 9″)                                                                            | 161,2 cm (5′ 3″)                                                                            |
| 78       | San Cristóbal y Nieves          | 168,3 cm (5′ 6″)                                                                            | 173,7 cm (5′ 8″)                                                                            | 162,8 cm (5′ 4″)                                                                            |
| 79       | Albania                         | 168,2 cm (5′ 6″)                                                                            | 174,1 cm (5′ 9″)                                                                            | 162,2 cm (5′ 4″)                                                                            |
| 79       | Palestina                       | 168,2 cm (5′ 6″)                                                                            | 175,0 cm (5′ 9″)                                                                            | 161,3 cm (5′ 4″)                                                                            |
| 81       | Italia                          | 168,1 cm (5′ 6″)                                                                            | 174,4 cm (5′ 9″)                                                                            | 161,8 cm (5′ 4″)                                                                            |
| 82       | Argentina                       | 168,0 cm (5′ 6″)                                                                            | 174,8 cm (5′ 9″)                                                                            | 161,2 cm (5′ 3″)                                                                            |
| 83       | Laos                            | 168,0 cm (5′ 6″)                                                                            | 174,7 cm (5′ 9″)                                                                            | 161,2 cm (5′ 3″)                                                                            |
| 84       | Uruguay                         | 167,9 cm (5′ 6″)                                                                            | 174,2 cm (5′ 9″)                                                                            | 161,6 cm (5′ 4″)                                                                            |
| 84       | República Dominicana            | 167,9 cm (5′ 6″)                                                                            | 174,6 cm (5′ 9″)                                                                            | 161,2 cm (5′ 3″)                                                                            |
| 86       | Portugal                        | 167,8 cm (5′ 6″)                                                                            | 174,4 cm (5′ 9″)                                                                            | 161,2 cm (5′ 3″)                                                                            |
| 86       | Egipto                          | 167,8 cm (5′ 6″)                                                                            | 174,6 cm (5′ 9″)                                                                            | 160,9 cm (5′ 3″)                                                                            |
| 88       | Hong Kong                       | 167,7 cm (5′ 6″)                                                                            | 174,8 cm (5′ 9″)                                                                            | 160,6 cm (5′ 3″)                                                                            |
| 88       | Azerbaiyán                      | 167,7 cm (5′ 6″)                                                                            | 174,0 cm (5′ 9″)                                                                            | 161,4 cm (5′ 4″)                                                                            |
| 88       | Botsuana                        | 167,7 cm (5′ 6″)                                                                            | 173,2 cm (5′ 8″)                                                                            | 162,1 cm (5′ 4″)                                                                            |
| 91       | Groenlandia                     | 167,6 cm (5′ 6″)                                                                            | 173,8 cm (5′ 8″)                                                                            | 161,4 cm (5′ 4″)                                                                            |
| 91       | Kuwait                          | 167,6 cm (5′ 6″)                                                                            | 175,0 cm (5′ 9″)                                                                            | 160,1 cm (5′ 3″)                                                                            |
| 93       | Tuvalu                          | 167,5 cm (5′ 6″)                                                                            | 171,3 cm (5′ 7″)                                                                            | 163,6 cm (5′ 4″)                                                                            |
| 94       | Singapur                        | 167,4 cm (5′ 6″)                                                                            | 173,5 cm (5′ 8″)                                                                            | 161,3 cm (5′ 4″)                                                                            |
| 95       | EAU                             | 167,3 cm (5′ 6″)                                                                            | 174,1 cm (5′ 9″)                                                                            | 160,5 cm (5′ 3″)                                                                            |
| 96       | Costa Rica                      | 167,2 cm (5′ 6″)                                                                            | 174,0 cm (5′ 9″)                                                                            | 160,4 cm (5′ 3″)                                                                            |
| 96       | Jordania                        | 167,2 cm (5′ 6″)                                                                            | 174,8 cm (5′ 9″)                                                                            | 159,5 cm (5′ 3″)                                                                            |
| 98       | República de China              | 167,1 cm (5′ 6″)                                                                            | 173,5 cm (5′ 8″)                                                                            | 160,7 cm (5′ 3″)                                                                            |
| 99       | Catar                           | 167,0 cm (5′ 6″)                                                                            | 173,3 cm (5′ 8″)                                                                            | 160,7 cm (5′ 3″)                                                                            |
| 99       | Chad                            | 167,0 cm (5′ 6″)                                                                            | 171,8 cm (5′ 8″)                                                                            | 162,1 cm (5′ 4″)                                                                            |
| 101      | Cuba                            | 166,9 cm (5′ 6″)                                                                            | 173,6 cm (5′ 8″)                                                                            | 160,1 cm (5′ 3″)                                                                            |
| 102      | Paraguay                        | 166,8 cm (5′ 6″)                                                                            | 173,8 cm (5′ 8″)                                                                            | 159,8 cm (5′ 3″)                                                                            |
| 102      | Armenia                         | 166,8 cm (5′ 6″)                                                                            | 173,7 cm (5′ 8″)                                                                            | 159,9 cm (5′ 3″)                                                                            |
| 102      | Venezuela                       | 166,8 cm (5′ 6″)                                                                            | 173,5 cm (5′ 8″)                                                                            | 160,0 cm (5′ 3″)                                                                            |
| 105      | Chipre                          | 166,7 cm (5′ 6″)                                                                            | 172,7 cm (5′ 8″)                                                                            | 160,6 cm (5′ 3″)                                                                            |
| 106      | Burkina Faso                    | 166,6 cm (5′ 6″)                                                                            | 171,9 cm (5′ 8″)                                                                            | 161,3 cm (5′ 4″)                                                                            |
| 107      | Haití                           | 166,4 cm (5′ 6″)                                                                            | 172,2 cm (5′ 8″)                                                                            | 160,6 cm (5′ 3″)                                                                            |
| 108      | Irak                            | 166,3 cm (5′ 5″)                                                                            | 173,8 cm (5′ 8″)                                                                            | 158,7 cm (5′ 2″)                                                                            |
| 108      | Sudán                           | 166,3 cm (5′ 5″)                                                                            | 172,1 cm (5′ 8″)                                                                            | 160,4 cm (5′ 3″)                                                                            |
| 110      | Chile                           | 166,2 cm (5′ 5″)                                                                            | 172,9 cm (5′ 8″)                                                                            | 159,4 cm (5′ 3″)                                                                            |
| 111      | Kirguistán                      | 166,0 cm (5′ 5″)                                                                            | 171,7 cm (5′ 8″)                                                                            | 160,2 cm (5′ 3″)                                                                            |
| 111      | Mauricio                        | 166,0 cm (5′ 5″)                                                                            | 173,0 cm (5′ 8″)                                                                            | 158,9 cm (5′ 3″)                                                                            |
| 112      | Colombia                        | 165,9 cm (5′ 5″)                                                                            | 172,4 cm (5′ 8″)                                                                            | 159,3 cm (5′ 3″)                                                                            |
| 113      | Guyana                          | 165,9 cm (5′ 5″)                                                                            | 172,2 cm (5′ 8″)                                                                            | 159,6 cm (5′ 3″)                                                                            |
| 114      | Uzbekistán                      | 165,6 cm (5′ 5″)                                                                            | 170,9 cm (5′ 7″)                                                                            | 160,3 cm (5′ 3″)                                                                            |
| 114      | Kiribati                        | 165,6 cm (5′ 5″)                                                                            | 170,1 cm (5′ 7″)                                                                            | 161,0 cm (5′ 3″)                                                                            |
| 114      | Baréin                          | 165,6 cm (5′ 5″)                                                                            | 172,8 cm (5′ 8″)                                                                            | 158,3 cm (5′ 2″)                                                                            |
| 114      | Somalia                         | 165,6 cm (5′ 5″)                                                                            | 171,2 cm (5′ 7″)                                                                            | 159,9 cm (5′ 3″)                                                                            |
| 118      | Siria                           | 165,5 cm (5′ 5″)                                                                            | 171,6 cm (5′ 8″)                                                                            | 159,4 cm (5′ 3″)                                                                            |
| 118      | Tailandia                       | 165,5 cm (5′ 5″)                                                                            | 171,6 cm (5′ 8″)                                                                            | 159,4 cm (5′ 3″)                                                                            |
| 120      | Japón                           | 165,3 cm (5′ 5″)                                                                            | 172,1 cm (5′ 8″)                                                                            | 158,5 cm (5′ 2″)                                                                            |
| 120      | Mongolia                        | 165,3 cm (5′ 5″)                                                                            | 170,7 cm (5′ 7″)                                                                            | 159,9 cm (5′ 3″)                                                                            |
| 120      | Yibuti                          | 165,3 cm (5′ 5″)                                                                            | 170,8 cm (5′ 7″)                                                                            | 159,8 cm (5′ 3″)                                                                            |
| 120      | Zimbabue                        | 165,3 cm (5′ 5″)                                                                            | 170,7 cm (5′ 7″)                                                                            | 159,8 cm (5′ 3″)                                                                            |
| 120      | Gabón                           | 165,3 cm (5′ 5″)                                                                            | 170,5 cm (5′ 7″)                                                                            | 160,0 cm (5′ 3″)                                                                            |
| 125      | Santo Tomé y Príncipe           | 165,1 cm (5′ 5″)                                                                            | 170,4 cm (5′ 7″)                                                                            | 159,8 cm (5′ 3″)                                                                            |
| 125      | Omán                            | 165,1 cm (5′ 5″)                                                                            | 171,7 cm (5′ 8″)                                                                            | 158,4 cm (5′ 2″)                                                                            |
| 125      | Gambia                          | 165,1 cm (5′ 5″)                                                                            | 168,4 cm (5′ 6″)                                                                            | 161,7 cm (5′ 4″)                                                                            |
| 125      | Níger                           | 165,1 cm (5′ 5″)                                                                            | 170,3 cm (5′ 7″)                                                                            | 159,8 cm (5′ 3″)                                                                            |
| 125      | Palaos                          | 165,1 cm (5′ 5″)                                                                            | 170,6 cm (5′ 7″)                                                                            | 159,5 cm (5′ 3″)                                                                            |
| 130      | Namibia                         | 165,0 cm (5′ 5″)                                                                            | 169,7 cm (5′ 7″)                                                                            | 160,3 cm (5′ 3″)                                                                            |
| 130      | República del Congo             | 165,0 cm (5′ 5″)                                                                            | 171,2 cm (5′ 7″)                                                                            | 158,8 cm (5′ 3″)                                                                            |
| 130      | Kenia                           | 165,0 cm (5′ 5″)                                                                            | 170,5 cm (5′ 7″)                                                                            | 159,4 cm (5′ 3″)                                                                            |
| 133      | Nigeria                         | 164,9 cm (5′ 5″)                                                                            | 171,6 cm (5′ 8″)                                                                            | 158,1 cm (5′ 2″)                                                                            |
| 134      | Guinea                          | 164,8 cm (5′ 5″)                                                                            | 170,7 cm (5′ 7″)                                                                            | 158,8 cm (5′ 3″)                                                                            |
| 134      | Arabia Saudita                  | 164,8 cm (5′ 5″)                                                                            | 170,7 cm (5′ 7″)                                                                            | 158,8 cm (5′ 3″)                                                                            |
| 137      | Micronesia                      | 164,7 cm (5′ 5″)                                                                            | 169,6 cm (5′ 7″)                                                                            | 159,7 cm (5′ 3″)                                                                            |
| 138      | Ghana                           | 164,6 cm (5′ 5″)                                                                            | 170,3 cm (5′ 7″)                                                                            | 158,9 cm (5′ 3″)                                                                            |
| 138      | Togo                            | 164,6 cm (5′ 5″)                                                                            | 170,1 cm (5′ 7″)                                                                            | 159,1 cm (5′ 3″)                                                                            |
| 140      | Vanuatu                         | 164,4 cm (5′ 5″)                                                                            | 168,3 cm (5′ 6″)                                                                            | 160,5 cm (5′ 3″)                                                                            |
| 140      | República Centroafricana        | 164,4 cm (5′ 5″)                                                                            | 169,0 cm (5′ 7″)                                                                            | 159,7 cm (5′ 3″)                                                                            |
| 142      |                                 | 164,2 cm (5′ 5″)                                                                            | 170,2 cm (5′ 7″)                                                                            | 158,2 cm (5′ 2″)                                                                            |
| 142      | Suazilandia                     | 164,2 cm (5′ 5″)                                                                            | 169,4 cm (5′ 7″)                                                                            | 158,9 cm (5′ 3″)                                                                            |
| 144      | México                          | 164,1 cm (5′ 5″)                                                                            | 170,3 cm (5′ 7″)                                                                            | 157,9 cm (5′ 2″)                                                                            |
| 144      | Eritrea                         | 164,1 cm (5′ 5″)                                                                            | 170,6 cm (5′ 7″)                                                                            | 157,6 cm (5′ 2″)                                                                            |
| 144      | Sudáfrica                       | 164,1 cm (5′ 5″)                                                                            | 169,6 cm (5′ 7″)                                                                            | 158,6 cm (5′ 2″)                                                                            |
| 147      | Vietnam                         | 163,7 cm (5′ 4″)                                                                            | 168,9 cm (5′ 6″)                                                                            | 158,4 cm (5′ 2″)                                                                            |
| 148      | Uganda                          | 163,6 cm (5′ 4″)                                                                            | 168,7 cm (5′ 6″)                                                                            | 158,5 cm (5′ 2″)                                                                            |
| 148      | El Salvador                     | 163,6 cm (5′ 4″)                                                                            | 170,7 cm (5′ 7″)                                                                            | 156,4 cm (5′ 2″)                                                                            |
| 148      | Nauru                           | 163,6 cm (5′ 4″)                                                                            | 169,4 cm (5′ 7″)                                                                            | 157,8 cm (5′ 2″)                                                                            |
| 151      | Guinea-Bisáu                    | 163,5 cm (5′ 4″)                                                                            | 168,2 cm (5′ 6″)                                                                            | 158,7 cm (5′ 2″)                                                                            |
| 151      | Costa de Marfil                 | 163,5 cm (5′ 4″)                                                                            | 168,2 cm (5′ 6″)                                                                            | 158,7 cm (5′ 2″)                                                                            |
| 152      | Benín                           | 163,4 cm (5′ 4″)                                                                            | 168,4 cm (5′ 6″)                                                                            | 158,4 cm (5′ 2″)                                                                            |
| 154      | Angola                          | 163,3 cm (5′ 4″)                                                                            | 168,5 cm (5′ 6″)                                                                            | 158,1 cm (5′ 2″)                                                                            |
| 154      | Tayikistán                      | 163,3 cm (5′ 4″)                                                                            | 168,4 cm (5′ 6″)                                                                            | 158,1 cm (5′ 2″)                                                                            |
| 156      | Malasia                         | 163,2 cm (5′ 4″)                                                                            | 169,2 cm (5′ 7″)                                                                            | 157,1 cm (5′ 2″)                                                                            |
| 157      | Guinea Ecuatorial               | 163,1 cm (5′ 4″)                                                                            | 168,2 cm (5′ 6″)                                                                            | 158,0 cm (5′ 2″)                                                                            |
| 158      | Etiopía                         | 163,0 cm (5′ 4″)                                                                            | 168,8 cm (5′ 6″)                                                                            | 157,2 cm (5′ 2″)                                                                            |
| 159      | Mauritania                      | 162,8 cm (5′ 4″)                                                                            | 165,5 cm (5′ 5″)                                                                            | 160,1 cm (5′ 3″)                                                                            |
| 160      | Nicaragua                       | 162,8 cm (5′ 4″)                                                                            | 169,9 cm (5′ 7″)                                                                            | 155,6 cm (5′ 1″)                                                                            |
| 161      | Zambia                          | 162,5 cm (5′ 4″)                                                                            | 167,6 cm (5′ 6″)                                                                            | 157,3 cm (5′ 2″)                                                                            |
| 161      | República Democrática del Congo | 162,5 cm (5′ 4″)                                                                            | 168,6 cm (5′ 6″)                                                                            | 156,3 cm (5′ 2″)                                                                            |
| 163      | Honduras                        | 162,4 cm (5′ 4″)                                                                            | 169,6 cm (5′ 7″)                                                                            | 155,2 cm (5′ 1″)                                                                            |
| 164      | Afganistán                      | 162,3 cm (5′ 4″)                                                                            | 168,5 cm (5′ 6″)                                                                            | 156,1 cm (5′ 1″)                                                                            |
| 165      | Lesoto                          | 162,2 cm (5′ 4″)                                                                            | 167,6 cm (5′ 6″)                                                                            | 156,7 cm (5′ 2″)                                                                            |
| 166      | Comoras                         | 162,1 cm (5′ 4″)                                                                            | 167,7 cm (5′ 6″)                                                                            | 156,5 cm (5′ 2″)                                                                            |
| 167      | Sri Lanka                       | 162,0 cm (5′ 4″)                                                                            | 168,1 cm (5′ 6″)                                                                            | 155,9 cm (5′ 1″)                                                                            |
| 167      | Tanzania                        | 162,0 cm (5′ 4″)                                                                            | 167,0 cm (5′ 6″)                                                                            | 156,9 cm (5′ 2″)                                                                            |
| 169      | Sierra Leona                    | 161,9 cm (5′ 4″)                                                                            | 166,4 cm (5′ 6″)                                                                            | 157,3 cm (5′ 2″)                                                                            |
| 169      | Bolivia                         | 161,9 cm (5′ 4″)                                                                            | 168,1 cm (5′ 6″)                                                                            | 155,6 cm (5′ 1″)                                                                            |
| 171      | Ruanda                          | 161,4 cm (5′ 4″)                                                                            | 166,0 cm (5′ 5″)                                                                            | 156,7 cm (5′ 2″)                                                                            |
| 172      | Ecuador                         | 161,3 cm (5′ 4″)                                                                            | 167,3 cm (5′ 6″)                                                                            | 155,2 cm (5′ 1″)                                                                            |
| 173      | Burundi                         | 161,2 cm (5′ 3″)                                                                            | 167,3 cm (5′ 6″)                                                                            | 155,1 cm (5′ 1″)                                                                            |
| 174      | Bután                           | 161,1 cm (5′ 3″)                                                                            | 167,0 cm (5′ 6″)                                                                            | 155,2 cm (5′ 1″)                                                                            |
| 174      |                                 | 161,1 cm (5′ 3″)                                                                            | 167,3 cm (5′ 6″)                                                                            | 154,8 cm (5′ 1″)                                                                            |
| 176      | Liberia                         | 161,0 cm (5′ 3″)                                                                            | 165,5 cm (5′ 5″)                                                                            | 156,5 cm (5′ 2″)                                                                            |
| 177      | Malaui                          | 160,9 cm (5′ 3″)                                                                            | 165,7 cm (5′ 5″)                                                                            | 156,1 cm (5′ 1″)                                                                            |
| 177      | India                           | 160,9 cm (5′ 3″)                                                                            | 166,5 cm (5′ 6″)                                                                            | 155,2 cm (5′ 1″)                                                                            |
| 179      | Birmania                        | 160,7 cm (5′ 3″)                                                                            | 166,7 cm (5′ 6″)                                                                            | 154,7 cm (5′ 1″)                                                                            |
| 180      | Brunéi                          | 160,6 cm (5′ 3″)                                                                            | 166,3 cm (5′ 5″)                                                                            | 154,9 cm (5′ 1″)                                                                            |
| 180      | Perú                            | 160,6 cm (5′ 3″)                                                                            | 166,8 cm (5′ 6″)                                                                            | 154,4 cm (5′ 1″)                                                                            |
| 182      | Indonesia                       | 160,4 cm (5′ 3″)                                                                            | 166,3 cm (5′ 5″)                                                                            | 154,4 cm (5′ 1″)                                                                            |
| 183      | Islas Marshall                  | 160,1 cm (5′ 3″)                                                                            | 165,3 cm (5′ 5″)                                                                            | 154,8 cm (5′ 1″)                                                                            |
| 184      | Papúa Nueva Guinea              | 160,0 cm (5′ 3″)                                                                            | 163,1 cm (5′ 4″)                                                                            | 156,9 cm (5′ 2″)                                                                            |
| 184      | Camboya                         | 160,0 cm (5′ 3″)                                                                            | 165,3 cm (5′ 5″)                                                                            | 154,7 cm (5′ 1″)                                                                            |
| 184      | Islas Salomón                   | 160,0 cm (5′ 3″)                                                                            | 163,1 cm (5′ 4″)                                                                            | 156,8 cm (5′ 2″)                                                                            |
| 187      | Mozambique                      | 159,9 cm (5′ 3″)                                                                            | 164,3 cm (5′ 5″)                                                                            | 155,4 cm (5′ 1″)                                                                            |
| 188      | Filipinas                       | 159,7 cm (5′ 3″)                                                                            | 165,2 cm (5′ 5″)                                                                            | 154,1 cm (5′ 1″)                                                                            |
| 189      | Yemen                           | 159,6 cm (5′ 3″)                                                                            | 164,4 cm (5′ 5″)                                                                            | 154,8 cm (5′ 1″)                                                                            |
| 190      | Madagascar                      | 159,2 cm (5′ 3″)                                                                            | 165,2 cm (5′ 5″)                                                                            | 153,1 cm (5′ 0″)                                                                            |
| 191      | Bangladés                       | 158,8 cm (5′ 3″)                                                                            | 165,1 cm (5′ 5″)                                                                            | 152,4 cm (5′ 0″)                                                                            |
| 192      | Nepal                           | 158,4 cm (5′ 2″)                                                                            | 164,4 cm (5′ 5″)                                                                            | 152,4 cm (5′ 0″)                                                                            |
| 193      | Corea del Norte                 | 158,0 cm (5′ 2″)                                                                            | 162,8 cm (5′ 4″)                                                                            | 153,1 cm (5′ 0″)                                                                            |
| 194      | Guatemala                       | 157,7 cm (5′ 2″)                                                                            | 164,4 cm (5′ 5″)                                                                            | 150,9 cm (4′ 11″)                                                                           |
| 195      | Timor Oriental                  | 156,4 cm (5′ 2″)                                                                            | 160,1 cm (5′ 3″)                                                                            | 152,7 cm (5′ 0″)                                                                            |